# جورج إي. كيو. جونسون
جورج إي. كيو. جونسون (بالإنجليزية: George E. Q. Johnson)‏ هو محامي وقاضي أمريكي، ولد في 11 يوليو 1874 في هاركورت في الولايات المتحدة، وتوفي في 19 سبتمبر 1949.